# Песочная Лосевка
Песочная Лосевка — село Краснослободского района Республики Мордовия в составе Новокарьгинского сельского поселения. 

## География
Находится у реки Сивинь на расстоянии примерно 10 км по прямой на восток от районного центра города Краснослободск.

## История
Известно с 1869 года, когда оно было учтено как казенная деревня Краснослободского уезда из 23 дворов, название по фамилии бывших владельцев.

## Население
Постоянное население составляло 79 человек (русские 100%) в 2002 году, 54 в 2010 году .